# 默里·沃特金森
默里·沃特金森（英語：Murray Watkinson，1939年6月11日—2004年1月19日），新西兰男子赛艇运动员。他曾代表新西兰参加世界赛艇锦标赛，获得一枚铜牌。他也曾参加1964年和1972年夏季奥运会。